# Diphyus fuscatorius
Diphyus fuscatorius là một loài tò vò trong họ Ichneumonidae.